# 小行星8737
小行星8737（英語：8737 Takehiro）是一颗围绕太阳公转的小行星。1997年1月11日，小林隆男在大泉天文台发现了此天体。
这颗小行星的绝对星等为289.05687等。